# Lobelia paranaensis
Lobelia paranaensis är en klockväxtart som beskrevs av R.Braga. Lobelia paranaensis ingår i släktet lobelior, och familjen klockväxter. Inga underarter finns listade i Catalogue of Life.